# Nemo Studio
Nemo Studio é uma produtora de música e programas de TV fundada por Frank Peterson, que fornece uma gama de conceitos estratégicos e organização de turnês em modo de consultoria.

## Introdução
O estúdio de gravação é localizado na cidade de Hamburgo, na Alemanha, e é famoso por ter produzido diversos artistas como Sarah Brightman, Andrea Bocelli, um álbum e um single do projeto Enigma, entre outros.

## Instalações
As instalações, de alta tecnologia e elegância, consistem em dois estúdios vizinhos com portas para ambos e uma entrada para a chamada "Sala Vocal", que é a metade do tamanho dos estúdio. A sala vocal, tem uma entrada para um quarto para equipamentos e uma outra sala chamada de "LiveRoom".

## Lista de Artistas produzidos
- Alessandro Safina
- Andrea Bocelli
- Backstreet Boys
- Enigma (Apenas o primeiro álbum: MCMXC a.D. e o single Sadeness)
- Gregorian
- José Carreras
- Josh Groban
- Ofra Haza
- Plácido Domingo
- Princessa
- Richard Marx
- Sandra
- Sarah Brightman
- Scatman John
- Scooter
- Bluemchen
- Christmas in Vienna
- Fernando Lima
- Florent Pagny
- Helmut Lotti
- I Muvrini
- José Cura
- Mc Solaar
- N Sync
- Nevio
- PeCH
- Ricardo Cocciante
- Shweta Shetty
- Sylvie Vartan

## Lista de comerciais produzidos (excertos)
- Nestle(Turquia)
- Peugeot(França)
- Panasonic(Japão)
- Jaguar(Taiwan)
- Parmalat(Itália,Espanha,Canadá,Portugal e Austrália)[2]
- Canon (Rússia)
- HBO (Estados Unidos)
- Toyota (Japão)
- Honda (Tailândia,Filipinas,Indonésia,Malásia,Índia e Singapura)
- Ferrero (Reino Unido)
- Fuji Films (Taiwan)
- El Corte Inglês (Canadá)
- Asahi (Japão)
- LG Powercom (Coreia)
- Shinhan Financial Bank (Coreia)
- LG Cosmetics (China)
- Ziepel Eletronics (Coreia)
- Caltex Oil Co (Coreia)
- Fashion Cares (Canadá)
- Canadian Tire Corporation (Canadá)
- Telecom (Itália)
- KTF (Coreia)
- Nomura Real Estate (Japão)
- Premiere TV (Alemanha)

## Lista de filmes e TV (excertos)
- Wanted (filme de 2008)(estrelando Angelina Jolie, Morgan Freeman e James McAvoy)
- The Hours(Meryl Streep, Nicole Kidman e Julianne Moore)
- 1492 - A Conquista do Paraíso(trailer)
- Baywatch(episódio)
- Charmed(episódio)
- The Neverending Story(Jack Black)
- C.S.I Miami(episódio)
- Ronin(Robert de Niro, Jean Reno e Sean Bean)
- Single White Female(Bridget Fonda e Jennifer Jason Leigh)
- Boxing Helena(Sherilyn Fenn, Julian Sands e Bill Paxton)
- Broke Down Palace(Claire Danes, Kate Beckinsale e Bill Pullman)
- Proof of the Man
- TV-Asahi News Station Trailers
- Sheishun no Mon(The Gate of Youth)
- Jesus(Minisérie da CBS)
- Die Affaere Semmeling
- Renaissence Man(Danny DeVito, Gregory Hines e Mark Wahlberg)
- Blades Of Glory(Will Farrell)

## Prêmios
- Goldener Loewe
- RSH Gold
- Echo
- Amadeus Award
- Czech Grammy
- Arabian Music Award
- Goldene Europa
- IFPI Award